# Time Out (Sendung)
time out war ein Sportmagazin des Schweizer Fernsehens, das von 1990 bis 2001 gesendet wurde. Die Moderatoren waren Ueli Schmezer, Martin Masafret, Regula Späni und Oliver Bono, Redaktionsleiter war Martin Masafret. Redaktionsmitglieder waren u. a. Peter Balzli (1997–2000).
Das Konzept der Sendung stammt von Martin Masafret, Thomas von Grünigen und Elmar Deflorin. In einem Interview vor der Erstausstrahlung sagte Willy Kym, Abteilungsleiter Sport a. i., man wolle mit der geplanten Sendung «den Sport in seinen sozialen, wirtschaftlichen und medizinischen Zusammenhängen darstellen». Die erste Ausgabe der halbstündigen Sendung wurde am 20. August 1990 ausgestrahlt. Die Sendezeit war jeweils montags um 21 Uhr. Eine Sendung über Martina Hingis im April 1997 erreichte knapp eine Million Zuschauer. Die letzte Ausgabe wurde am 29. Oktober 2001 gesendet.
Die Sendung beinhaltete Reportagen, Interviews und auch Kunstrubriken. Bis 1997 moderierten einander abwechselnd Martin Masafret und Ueli Schmezer, danach übernahmen Oliver Bono und Regula Späni diese Rolle. In manchen Ausgaben trat Birgit Steinegger als «Elvira Iseli» auf, weitere Beiträge stammten unter anderem von Jean Tinguely, Stephan Eicher und Michael von Graffenried.